# Idrettsforeningen Fram
Lo Idrettsforening Fram, conosciuto come Fram Larvik, è una società calcistica norvegese con sede nella città di Larvik. Milita nella 2. divisjon, terza divisione del campionato norvegese.

## Storia
Il club fu fondato il 15 gennaio 1894 ed è una delle associazioni calcistiche norvegesi più antiche. La formazione raggiunse alcuni successi, quali la finale di Coppa di Norvegia 1912, poi persa contro il Mercantile, e la vittoria finale nel campionato 1949-1950. Nel tardo 1999, il club fu rinominato Larvik Fotball, per poi adottare l'attuale denominazione nel 2005.

## Rosa 2012
| N. |                     | Ruolo | Calciatore              |
| -- | ------------------- | ----- | ----------------------- |
| 1  | Norvegia (bandiera) | P     | Halvor Evensen          |
| 2  | Norvegia (bandiera) | D     | Ole Martin Christiansen |
| 3  | Norvegia (bandiera) | D     | Thomas Ohnstad          |
| 4  | Norvegia (bandiera) | D     | Nuri Demir              |
| 5  | Norvegia (bandiera) | D     | Petter Løken            |
| 6  | Norvegia (bandiera) | D     | Jostein Jensen          |
| 7  | Norvegia (bandiera) | C     | Wilker Diaz             |
| 8  | Norvegia (bandiera) | C     | Arne Sagaas             |
| 9  | Norvegia (bandiera) | A     | Alberg Kryeziu          |
| 10 | Norvegia (bandiera) | C     | Christoffer Hvaal       |
| 11 | Norvegia (bandiera) | A     | Lars Flatøy             |

| N. |                     | Ruolo | Calciatore            |
| -- | ------------------- | ----- | --------------------- |
| 12 | Norvegia (bandiera) | P     | Bjarte Kringlemoen    |
| 14 | Norvegia (bandiera) | C     | Jan Gunnar Grunden    |
| 15 | Norvegia (bandiera) | D     | Albert Gashi          |
| 16 | Norvegia (bandiera) | D     | Erik Bjerke           |
| 18 | Norvegia (bandiera) | C     | Jonas Bergman         |
| 19 | Norvegia (bandiera) | C     | Jacob Jacobsen        |
| 20 | Norvegia (bandiera) | A     | Espen Granerud        |
| 21 | Norvegia (bandiera) | C     | Bendik Hatlo          |
| 22 | Norvegia (bandiera) | D     | Henrik Lomme Pahm     |
| 24 | Norvegia (bandiera) | A     | Alexander Williams    |
| –– | Norvegia (bandiera) | D     | Jan Fredrik Bjørntved |

## Palmarès

### Competizioni nazionali
- Campionato norvegese: 1

1949-1950

### Altri piazzamenti
- Coppa di Norvegia:

Finalista: 1912
Semifinalista: 1919, 1931
- 2. divisjon:

Terzo posto: 2013 (gruppo 2), 2014 (gruppo 1)